# Asthenes helleri
El piscuiz de la Puna (Asthenes helleri), también denominado cola-cardo de la Puna (en Perú), es una especie de ave paseriforme de la familia Furnariidae perteneciente al numeroso género Asthenes. Es nativa de la región andina del centro oeste de América del Sur.

## Distribución y hábitat
Se distribuye por la ladera oriental de los Andes del sur de Perú (Cuzco, Puno) y extremo norte de Bolivia (norte de La Paz).
Esta especie es considerada poco común en sus hábitats naturales: el sotobosque y los bordes de bosques nublados arbustivos andinos, cerca de la línea de vegetación arbórea; por arriba de esta línea ocurre en pastizales y bosques enanos del páramo. Entre los 2800 y 3600 m de altitud.

## Estado de conservación
El piscuiz de la Puna ha sido calificado como vulnerable por la Unión Internacional para la Conservación de la Naturaleza (IUCN) debido a que, con base en un modelo de futura deforestación, se sospecha que su población, todavía no cuantificada, irá a decaer rápidamente durante las próximas tres generaciones.

## Sistemática

### Descripción original
La especie A. helleri fue descrita por primera vez por el ornitólogo estadounidense Frank Michler Chapman en 1923 bajo el nombre científico Schizoeaca helleri; la localidad tipo es: «Cedrobamba, 12,000 pies [c. 3660 m], Cuzco, Perú».

### Etimología
El nombre genérico femenino «Asthenes» deriva del término griego «ασθενης asthenēs»: insignificante; y el nombre de la especie «helleri», conmemora al naturalista y colector estadounidense Edmund Heller (1875–1939).

### Taxonomía
Esta especie, junto a Asthenes coryi, A. perijana, A. fuliginosa, A. griseomurina, A. harterti, A. palpebralis y A. vilcabambae (incluyendo A. ayacuchensis), estuvo anteriormente separada en un género Schizoeaca, y algunas veces fueron todas consideradas conespecíficas, aunque los patrones de plumaje difieren en un grado no encontrado al nivel de especies dentro de Furnariidae; los datos genéticos indican que, más que formar un grupo monofilético, todos estos taxones están mezclados dentro de Asthenes.
Aves del sur de Puno, con plumaje más oscuro y probablemente tamaño del cuerpo significativamente menor, parecen representar un taxón no descrito. Es monotípica.